# Campionati del mondo di atletica leggera paralimpica 2019
I IX campionati del mondo di atletica leggera paralimpica si sono tenuti a Dubai, negli Emirati Arabi Uniti, dal 7 al 15 novembre 2019. Durante la manifestazione sono stati registrati 39 record mondiali in diverse discipline e categorie, oltre a vari record continentali.
La migliore posizione nel medagliere è stata quella della Cina, con 25 medaglie d'oro, 23 d'argento e 11 di bronzo.

## Partecipazione
Ai campionati parteciparono 117 Paesi (tra parentesi è indicato il numero di atleti).
- Algeria (22)
- Angola (5)
- Argentina (8)
- Armenia (2)
- Australia (34)
- Austria (4)
- Azerbaigian (8)
- Burundi (2)
- Belgio (11)
- Benin (1)
- Bermuda (1)
- Bhutan (2)
- Bosnia ed Erzegovina (1)
- Bielorussia (9)
- Botswana (5)
- Brasile (43)
- Bahrein (6)
- Bulgaria (7)
- Cambogia (1)
- Canada (27)
- Cile (4)
- Cina (73)
- Costa d'Avorio (2)
- Camerun (7)
- Colombia (9)
- Croazia (11)
- Cuba (3)
- Cipro (3)
- Rep. Ceca (19)
- Danimarca (10)
- Ecuador (14)
- Egitto (10)
- Spagna (37)
- Estonia (1)
- Etiopia (2)
- Figi (2)
- Finlandia (7)
- Francia (30)
- Gambia (1)
- Gran Bretagna (40)
- Georgia (2)
- Germania (29)
- Ghana (3)
- Grecia (26)
- Grenada (1)
- Guinea (1)
- Hong Kong (8)
- Ungheria (7)
- Indonesia (18)
- India (32)
- Iran (17)
- Irlanda (11)
- Iraq (9)
- Islanda (3)
- Israele (1)
- Italia (16)
- Giordania (4)
- Giappone (43)
- Kazakistan (6)
- Kenya (16)
- Corea del Sud (4)
- Arabia Saudita (8)
- Kuwait (8)
- Laos (2)
- Lettonia (5)
- Libano (1)
- Lesotho (2)
- Lituania (8)
- Lussemburgo (1)
- Marocco (15)
- Malaysia (11)
- Malawi (1)
- Moldavia (5)
- Messico (19)
- Mongolia (3)
- Mali (2)
- Mauritius (11)
- Namibia (13)
- Paesi Bassi (14)
- Nigeria (4)
- Norvegia (4)
- Nuova Zelanda (15)
- Oman (1)
- Pakistan (2)
- Panama (8)
- Perù (1)
- Papua Nuova Guinea (2)
- Polonia (41)
- Portogallo (20)
- Qatar (5)
- Romania (6)
- Refugee Para Team (1)
- Sudafrica (25)
- Russia (73)
- Ruanda (2)
- Senegal (1)
- Singapore (3)
- Slovenia (1)
- Serbia (4)
- Sri Lanka (9)
- Svizzera (10)
- Slovacchia (4)
- Svezia (5)
- Siria (3)
- Thailandia (28)
- Taipei cinese (5)
- Trinidad e Tobago (2)
- Tunisia (21)
- Turchia (28)
- Emirati Arabi Uniti (17)
- Uganda (2)
- Ucraina (35)
- Stati Uniti (62)
- Uzbekistan (26)
- Vanuatu (2)
- Venezuela (12)
- Vietnam (5)

## Medagliati

### Uomini

#### Corse
| Specialità | Cat. | Oro                                                       | Prestazione    | Argento                                             | Prestazione   | Bronzo                                               | Prestazione    |
| Corse piane |      |                                                           |                |                                                     |               |                                                      |                |
| 100 m | T11  | Lucas Prado guida: Anderson Machado dos Santos            | 10"95          | Timothee Adolphe guida: Bruno Naprix                | 11"03         | Felipe da Sousa Gomes guida: Jonas Silva             | 11"14          |
| 100 m | T12  | Salum Ageze Kashafali                                     | 10"54          | Joeferson Marinho de Oliveira                       | 10"77         | Fabricio Junior Barros Ferreira                      | 10"84          |
| 100 m | T13  | Jason Smyth                                               | 10"54          | Chad Perris                                         | 10"86         | Johannes Nambala                                     | 10"08          |
| 100 m | T33  | Ahmad Almutairi                                           | 17"08          | Andrew Small                                        | 17"71         | Harri Jenkins                                        | 18"98          |
| 100 m | T34  | Walid Ktila                                               | 14"99          | Rheed McCracken                                     | 15"51         | Mohamed Alhammadi                                    | 15"93          |
| 100 m | T35  | Ihor Tsvietov                                             | 11"77          | Artem Kalashian                                     | 11"93         | Dmitrij Safronov                                     | 12"03          |
| 100 m | T36  | James Turner                                              | 11"72          | Yifei Yang                                          | 11"79         | Mohamad Ridzuan Mohamad Puzi                         | 11"97          |
| 100 m | T37  | Andrey Vdovin                                             | 11"81          | Chermen Kobesov                                     | 11"32         | Saptoyoga Purnomo                                    | 11"41          |
| 100 m | T38  | Zhu Dening                                                | 11"00          | Thomas Young                                        | 11"00         | Evan O'hanlon                                        | 11"05          |
| 100 m | T47  | Petrúcio Ferreira dos Santos                              | 10"44          | Washington Junior                                   | 10"58         | Yohansson Naschimento                                | 10"69 (T46)    |
| 100 m | T51  | Toni Piispanen                                            | 20"33          | Peter Genyn                                         | 20"50         | Edgar Navarro                                        | 22"48          |
| 100 m | T52  | Raymond Martin                                            | 16"88          | Gianfranco Iannotta                                 | 16"96         | Tomoya Ito                                           | 17"14          |
| 100 m | T53  | Brent Lakatos                                             | 14"59          | Adbulrahmen Alqurashi                               | 14"93         | Pongsakorn Paeyo                                     | 14"97          |
| 100 m | T54  | Leo Pekka Tahti                                           | 13"97          | Yang Liu                                            | 14"02         | Juan Pablo Cervanted Garcia                          | 14"10          |
| 100 m | T63  | Daniel Jorgensen                                          | 12"32          | Leon Schaefer                                       | 12"34         | Vinicius Rodrigues Goncalves                         | 12"38          |
| 100 m | T64  | Johannes Floors                                           | 10"60 (T62)    | Mpumelelo Mhlongo                                   | 11"00 (T44)   | Felix Streng                                         | 11"00          |
| 100 m | RR3  | Gavin Drysdale                                            | 16"72          | Rafi Solaiman                                       | 17"38         | Adriano Ferreira de Souza                            | 18"25          |
| 200 m | T35  | Ihor Tsvietov                                             | 23"04          | 10 mm                                               | 23"93         | Artem Kalashian                                      | 24"24          |
| 200 m | T37  | Andrei Vdovin                                             | 22"60          | Antonio de Jesus Vitor                              | 22"77         | Chermen Kobesov                                      | 22"88          |
| 200 m | T51  | Peter Genyn                                               | 37"90          | Toni Piipanen                                       | 38"32         | Mohamed Berrahal                                     | 40"70          |
| 200 m | T61  | Ntando Mahlangu                                           | 23"23          | Richard Whitehead                                   | 23"82         | Ali Lacin                                            | 24"63          |
| 200 m | T64  | Ronald Hertog                                             | 22"20          | Michail Seitis                                      | 22"23         | David Prince                                         | 22"59          |
| 400 m | T11  | Timothee Adolphe guida: Jeffrey Lami                      | 50"91          | Daniel Mendes Da Silva guida: Wendel de Souza Silva | 50"96         | Felipe da Sousa Gomes guida: Jonas Silva             | 51"54          |
| 400 m | T12  | Abdeslam Hili                                             | 47"79          | Mahdi Afri                                          | 47"87         | Oguz Akbulut                                         | 48"99          |
| 400 m | T13  | Johannes Nambala                                          | 48"73          | Egor Sharov                                         | 49"07         | Aleksandr Shirin                                     | 50"31          |
| 400 m | T20  | Daniel Taveres Martins                                    | 47"62          | Anderson Alexander Colorado Mina                    | 48"18         | Luis Felipe Rodriguez Bolivar                        | 48"51          |
| 400 m | T34  | Walid Ktila                                               | 50"54          | Mohamed Alhammadi                                   | 51"11         | Wang Yang                                            | 52"84          |
| 400 m | T36  | James Turner                                              | 51"71          | Evgenii Shvetsov                                    | 53"18         | William Stedman                                      | 54"28          |
| 400 m | T37  | Andrey Vdovin                                             | 50"45          | Chermen Kobesov                                     | 50"97         | Charl du Toit                                        | 51"53          |
| 400 m | T38  | Dixon De Jesus Hooker Velasquez                           | 51"10          | Jose Rodolfo Chessani Garcia                        | 51"91         | Farhat Chida                                         | 52"28          |
| 400 m | T44  | Nour Alsana                                               | 53"22          | Karim Ramadan                                       | 53"39         | Vinay Kumar Lal                                      | 55"49          |
| 400 m | T47  | Petrúcio Ferreira dos Santos                              | 47"87          | Thomaz Ruan de Moraes                               | 48"27         | Ayoub Sadni                                          | 48"96          |
| 400 m | T52  | Tomoki Sato                                               | 59"25          | Tomoya Ito                                          | 1'00"06       | Raymond Martin                                       | 1'00"35        |
| 400 m | T53  | Pongsakorn Paeyo                                          | 48"08          | Brent Lakatos                                       | 48"33         | Yang Shaoqiao                                        | 49"52          |
| 400 m | T54  | Yassine Gharbi                                            | 46"06          | Zhang Yong                                          | 47"26         | Richard Chiassaro                                    | 47"58          |
| 400 m | T62  | Johannes Floors                                           | 45"78          | Olivier Hendriks                                    | 50"79         | Nick Rogers                                          | 52"13          |
| 800 m | T34  | Mohamed Alhammadi                                         | 1'44"36        | Walid Ktila                                         | 1'44"79       | Wang Yang                                            | 1'46"04        |
| 800 m | T36  | Paul Blake                                                | 2'07"44        | Sid Ali Bouzourine                                  | 2'15"85       | José Pámpano                                         | 2'27"70        |
| 800 m | T53  | Brent Lakatos                                             | 1'40"59        | Pongsakorn Paeyo                                    | 1'40"72       | Yoo Byung-hoon                                       | 1'41"53        |
| 800 m | T54  | Daniel Romanchuk                                          | 1'32"81        | Marcel Hug                                          | 1'32"89       | Zhang Yong                                           | 1'33"05        |
| 1500 m | T11  | Julio Cesar Agripino dos Santos guida: Lutimar Abreu Paes | 4'07"02        | Samwel Mushai Kimami guida: James Boit              | 4'08"47       | Aleksander Kossakowski guida: Krzysztof Wasilewski   | 4'08"71        |
| 1500 m | T13  | Jaryd Clifford                                            | 3'47"78 (T12)  | Anton Kuliatin                                      | 3'47"91 (T12) | Abdellatif Baka                                      | 3'49"30        |
| 1500 m | T20  | Alexander Rabotnitskiy                                    | 3'57"28        | Sandro Patricio Correia Baessa                      | 3'57"84       | Daniel Pek                                           | 3'58"33        |
| 1500 m | T38  | Nate Riech                                                | 4'02"04        | Abdelkrim Krai                                      | 4'04"70       | Deon Kenzie                                          | 4'08"49        |
| 1500 m | T46  | Hristiyan Stoyanov                                        | 3'50"87        | Michael Roeger                                      | 3'51"99       | Aleksandr Iaremchuk                                  | 3'54"40        |
| 1500 m | T52  | Tomoki Sato                                               | 3'39"99        | Hirokazu Ueyonabaru                                 | 3'56"21       | Tomoya Ito                                           | 3'56"52        |
| 1500 m | T54  | Prawat Wahoram                                            | 3'00"20        | Zhang Yong                                          | 3'00"89       | Marcel Hug                                           | 3'01"26        |
| 5000 m | T11  | Samwel Mushai Kimani guida: James Boit                    | 15'45"32       | Fedor Rudakov guida: Vladimir Miasnikov             | 15'46"74      | Kenya Karasawa guide: Hiroaki Mogi e Kazuaki Hoshino | 15'48"21       |
| 5000 m | T13  | Jaryd Clifford guide: Tim Logan e Philo Saunders          | 14'40"40 (T12) | Yassine Ouhdadi El Ataby                            | 14'42"12      | Aleksandr Kostin                                     | 14'42"62 (T12) |
| 5000 m | T54  | Prawat Wahoram                                            | 10'33"00       | Marcel Hug                                          | 10'33"10      | Zhang Yong                                           | 10'33"39       |
| record mondiale; record mondiale stagionale; record africano; record asiatico; record europeo; record nord-centroamericano e caraibico; record sudamericano; record oceaniano; record dei campionati; record nazionale; record personale; record personale stagionale. |      |                                                           |                |                                                     |               |                                                      |                |

#### Concorsi
| Specialità | Cat. | Oro                                 | Prestazione   | Argento                        | Prestazione   | Bronzo                              | Prestazione   |
| Salti |      |                                     |               |                                |               |                                     |               |
| Salto in alto | T47  | Roderick Townsend-Roberts           | 2,03 m        | Chen Hongjie                   | 2,00 m        | Nishad Kumar                        | 2,00 m (T47)  |
| Salto in alto | T63  | Sam Grewe                           | 1,86 m        | Sharad Kumar                   | 1,83 m (T42)  | Mariyappan Thangavelu               | 1,80 m (T42)  |
| Salto in alto | T64  | Jonathan Broom-Edwards              | 2,02 m (T44)  | Temurbek Giyazov               | 1,99 m (T44)  | Toru Suzuki                         | 1,92 m        |
| Salto in lungo | T11  | Lex Gillette                        | 6,45 m        | Xingyu Chen                    | 6,43 m        | di Dongdong                         | 6,33 m        |
| Salto in lungo | T12  | Doniyor Saliev                      | 7,44 m        | Kar Gee Wong                   | 7,06 m        | Kamil Aliev                         | 7,00 m        |
| Salto in lungo | T13  | Bekjon Chevarov                     | 7,23 m        | Isaac Jean-Paul                | 7,18 m        | Ivan Jose Cano Blanco               | 7,04 m        |
| Salto in lungo | T20  | Ranki Oberoi                        | 7,39 m        | Abdul Latif Romly              | 7,24 m        | Roberto Carlos Chala Espinoza       | 6,88 m        |
| Salto in lungo | T36  | Evgenii Torsunov                    | 5,73 m        | Rodrigo Parreira da Silva      | 5,58 m        | Oleksandr Lytvynenko                | 5,55 m        |
| Salto in lungo | T37  | Zhou Peng                           | 6,23 m        | Mateus Evangelista Cardoso     | 6,10 m        | Vladyslav Zahrebelnyi               | 6,07 m        |
| Salto in lungo | T38  | Zhu Dening                          | 6,61 m        | Khetag Khinchagov              | 6,42 m        | Mykyta Senyk                        | 6,38 m        |
| Salto in lungo | T47  | Hao Wang                            | 7,29 m (T46)  | Roderick Townsend-Roberts      | 7,27 m (T46)  | Tobi Fawehinmi                      | 7,17 m (T46)  |
| Salto in lungo | T63  | Leon Schaefer                       | 6,90 m        | Daniel Wagner                  | 6,84 m        | Atsushi Yamamoto                    | 6,40 m        |
| Salto in lungo | T64  | Markus Rehm                         | 8,17 m        | Dimitri Pavade                 | 7,25 m        | Mpumelelo Mhlongo                   | 7,07 m (T44)  |
| Lanci |      |                                     |               |                                |               |                                     |               |
| Getto del peso | F11  | Mahdi Olad                          | 14,44 m       | Miljenko Vucic                 | 14,42 m       | Alessandro Rodrigo da Silva         | 13,99 m       |
| Getto del peso | F12  | Roman Danyliuk                      | 16,69 m       | Kim Lopez Gonzalez             | 15,69 m       | Elbek Sultonov                      | 15,39 m       |
| Getto del peso | F20  | Maksym Koval'                       | 17,11 m       | Muhammad Ziyad Zolkefli        | 17,03 m       | Efstratios Nikolaidis               | 16,61 m       |
| Getto del peso | F32  | Liu Li                              | 12,05 m       | Lahouari Bahlaz                | 9,96 m        | Mohamed Nadjib Amchi                | 9,72 m        |
| Getto del peso | F33  | Aleksandr Khrupin                   | 11,21 m       | Kamel Kardjena                 | 11,14 m       | Mohammadreza Ahmadi                 | 11,09 m       |
| Getto del peso | F34  | Ahmad Hindi                         | 12,17 m       | Mehran Nikkeimajd              | 11,41 m       | Mauricio Valencia                   | 11,35 m       |
| Getto del peso | F35  | Khusniddin Norbekov                 | 17,32 m       | Fu Xinhan                      | 16,53 m       | Hernán Emanuel Urra                 | 15,87 m       |
| Getto del peso | F36  | Vladimir Sviridov                   | 16,32 m       | Yassine Guenichi               | 14,74 m       | Alan Kokoity                        | 14,73 m       |
| Getto del peso | F37  | Albert Khinchagov                   | 15,25 m       | Ahmed Ben Moslah               | 14,40 m       | João Victor Teixeira de Souza Silva | 13,76 m       |
| Getto del peso | F38  | Cameron Crombie                     | 15,73 m       | Oleksandr Doroshenko           | 15,27 m       | Marty Jackson                       | 15,14 m       |
| Getto del peso | F40  | Denis Gnezdilov                     | 10,88 m =     | Garrah Tnaiash                 | 10,77 m       | Matija Sloup                        | 10,30 m       |
| Getto del peso | F41  | Bobirjon Omonov                     | 14,03 m       | Niko Kappel                    | 13,87 m       | Kyron Duke                          | 13,82 m       |
| Getto del peso | F46  | Joshua Cinnamo                      | 16,80 m       | Greg Stewart                   | 16,30 m       | Nikita Prokhorov                    | 15,54 m       |
| Getto del peso | F53  | Ales Kisy                           | 7,93 m        | Scot Severn                    | 7,77 m        | Alireza Mokhtari Hemami             | 7,64 m        |
| Getto del peso | F55  | Ruzhdi Ruzhdi                       | 12,25 m       | Lech Stoltman                  | 12,22 m       | Nebojsa Duric                       | 12,15 m       |
| Getto del peso | F57  | Thiago Paulino dos Santos           | 14,68 m       | Mohamad Mohamad                | 14,29 m       | Wu Guoshan                          | 14,21 m       |
| Getto del peso | F63  | Aled Davies                         | 15,32 m (F42) | Tom Habscheid                  | 15,10 m       | Sajad Mohammadian                   | 14,39 m (F42) |
| Lancio del disco | F11  | Alessandro Rodrigo da Silva         | 46,10 m       | Oney Tapia                     | 42,50 m       | Mahdi Olad                          | 41,18 m       |
| Lancio del disco | F37  | João Victor Teixeira de Souza Silva | 52,76 m       | Haider Ali                     | 51,43 m       | Guy Henly                           | 51,43 m       |
| Lancio del disco | F52  | Aigars Apinis                       | 21,05 m       | Piotr Kosewicz                 | 20,58 m       | Robert Jachimowicz                  | 19,91 m       |
| Lancio del disco | F56  | Claudiney Batista dos Santos        | 45,92 m       | Ali Mohammad Yari              | 43,51 m       | Yogesh Kathuniya                    | 42,05 m       |
| Lancio del disco | F64  | Jeremy Campbell                     | 61,04 m       | David Blair                    | 59,87 m (F44) | Ivan Katanusic                      | 54,53 m       |
| Lancio del giavellotto | F13  | Behzad Azizi                        | 65,04 m       | Hector Cabrera Llacer          | 64,89 m (F12) | Zhu Pengkai                         | 59,31 m (F12) |
| Lancio del giavellotto | F34  | Mauricio Valencia                   | 35,25 m       | Wang Yanzhang                  | 34,34 m       | Hussein Khafaji                     | 34,17 m       |
| Lancio del giavellotto | F38  | Corey Anderson                      | 56,28 m       | Oleksandr Doroshenko           | 54,87 m       | Reinhardt Hamman                    | 54,63 m       |
| Lancio del giavellotto | F41  | Sun Pengxiang                       | 44,35 m       | Wildan Nukhailawi              | 43,96 m       | Kovan Abdulraheem                   | 42,24 m       |
| Lancio del giavellotto | F46  | Sundar Singh Gurjar                 | 61,22 m       | Dinesh P. Herath Mudiyanselage | 60,59 m       | Ajeet Singh Yadav                   | 59,46 m       |
| Lancio del giavellotto | F54  | Hamed Amiri                         | 29,77 m       | Manolis Stefanoudakis          | 29,76 m       | Alexey Kuznetsov                    | 29,68 m       |
| Lancio del giavellotto | F57  | Cicero Valdiran Lins Nobre          | 49,26 m       | Amanolah Papi                  | 47,80 m       | Mohamad Mohamad                     | 46,01 m       |
| Lancio del giavellotto | F64  | Sandeep Chaudhary                   | 66,18 m (F44) | Sumit Antil                    | 62,88 m       | Roman Novak                         | 57,36 m (F44) |
| Lancio della clava | F32  | Lahouari Bahlaz                     | 33,89 m       | Walid Ferhah                   | 33,54 m       | Maciej Sochal                       | 31,90 m       |
| Lancio della clava | F51  | Željko Dimitrijević                 | 33,82 m       | Mario Santana Ramos Hernandez  | 30,16 m       | Musa Taymazov                       | 29,29 m       |
| record mondiale; record mondiale stagionale; record africano; record asiatico; record europeo; record nord-centroamericano e caraibico; record sudamericano; record oceaniano; record dei campionati; record nazionale; record personale; record personale stagionale. |      |                                     |               |                                |               |                                     |               |

### Donne

#### Corse
| Specialità | Cat. | Oro                                                                 | Prestazione | Argento                                                          | Prestazione    | Bronzo                                                         | Prestazione   |
| Corse piane |      |                                                                     |             |                                                                  |                |                                                                |               |
| 100 m | T11  | Jerusa Geber Santos guida: Gabriel A. dos Santos Garcia             | 11"80       | Cuiqing Liu guida: Donglin Xu                                    | 11"87          | Lorena Salvatini Spoladore guida: Renato Oliveira              | 12"03         |
| 100 m | T12  | Omara Durand guida: Yuniol Kindelan                                 | 11"66       | Adiaratou Iglesias Forneiro                                      | 11"99          | Viviane Ferreira Soares guida: Newton Vieira de Almeida Junior | 12"00         |
| 100 m | T13  | Leilia Adzhametova                                                  | 12"19       | Kym Crosby                                                       | 12"40          | Johanna Pretorius                                              | 12"50         |
| 100 m | T34  | Hannah Cockroft                                                     | 16"77       | Kare Adenegan                                                    | 17"49          | Alexa Halko                                                    | 18"83         |
| 100 m | T35  | Maria Lyle                                                          | 14"62       | Oxana Corso                                                      | 15"42          | Nienke Timmer                                                  | 15"48         |
| 100 m | T36  | Shi Yiting                                                          | 13"62       | Yanina Andrea Martinez                                           | 14"02          | Taschita Oliveira Cruz                                         | 14"38         |
| 100 m | T37  | Wen Xiaoyan                                                         | 13"20       | Fenfen Jiang                                                     | 13"31          | Mandy Francois-Elie                                            | 13"37         |
| 100 m | T38  | Sophie Hahn                                                         | 12"38       | Luca Ekler                                                       | 12"89          | Rhiannon Clarke                                                | 12"94         |
| 100 m | T47  | Brittni Mason                                                       | 11"89 (T46) | Deja Young                                                       | 11"94 (T46)    | Anrune Weyers                                                  | 12"36         |
| 100 m | T52  | Kerri Morgan                                                        | 21"16       | Teruyo Tanaka                                                    | 22"85          | Yuka Kiyama                                                    | 25"04         |
| 100 m | T53  | Fang Gao                                                            | 16"26       | Hongzhuan Zhou                                                   | 16"58          | Samantha Kinghorn                                              | 16"64         |
| 100 m | T54  | Amanda Kotaja                                                       | 16"00       | Zhaoqian Zhou                                                    | 16"23          | Cheri Madsen                                                   | 16"42         |
| 100 m | T63  | Karisma Tiarana                                                     | 14"72 (T42) | Monica Graziana Contrafatto                                      | 15"56          | Gitte Haenen                                                   | 15"60         |
| 100 m | T64  | Irmgard Bensusan                                                    | 12"86 (T44) | Marlene van Gansewinkel                                          | 12"96          | Kimberly Alkemade                                              | 13"04         |
| 100 m | RR3  | Kayleigh Haggo                                                      | 18"32 (RR2) | Ellie Simpson                                                    | 18"87          | Andrea Stokholm Overgaard                                      | 21"12         |
| 200 m | T11  | Liu Cuiqing guida: Xu Donglin                                       | 24"89       | Thalita Vitória Simplício da Silva guida: Felipe Veloso da Silva | 24"92          | Lorena Salvatini Spoladore guida: Renato Oliveira              | 25"62         |
| 200 m | T12  | Omara Durand guida: Yuniol Kindelan Vargas                          | 23"57       | Adiaratou Iglesias Forneiro                                      | 24"31          | Oksana Boturchuk guida: Mykyta Barabanov                       | 24"44         |
| 200 m | T13  | Leilia Adzhametova                                                  | 24"35       | Rayane Soares da Silva                                           | 25"22          | Kym Crosby                                                     | 25"26         |
| 200 m | T35  | Maria Lyle                                                          | 30"33       | Jagoda Kibil                                                     | 32"15          | Oxana Corso                                                    | 33"25         |
| 200 m | T36  | Shi Yiting                                                          | 28"21       | Danielle Aitchison                                               | 29"86          | Yanina Andrea Martinez                                         | 30"31         |
| 200 m | T37  | Wen Xiaoyan                                                         | 27"11       | Mandy Francois-Elie                                              | 27"24          | Jiang Fenfen                                                   | 27"46         |
| 200 m | T38  | Sophie Hahn                                                         | 25"92       | Luca Ekler                                                       | 26"61          | Rhiannon Clarke                                                | 26"79         |
| 200 m | T47  | Deja Young                                                          | 24"47 (T46) | Anrune Weyers                                                    | 25"01          | Lisbeli Marina Vera Andrade                                    | 25"08         |
| 200 m | T64  | Irmgard Bensusan                                                    | 26"93 (T44) | Kimberly Alkemade                                                | 26"98          | Femita Ayanbeku                                                | 28"21         |
| 400 m | T11  | Thalita Vitoria Simplicio da Silva guida: Felipe Veloso da Silva    | 56"85       | Liu Cuiqing guida: Xu Donglin                                    | 58"19          | Suneeporn Tanomwong guida: Patchai Srikhamphan                 | 1'00"69       |
| 400 m | T12  | Omara Durand guida: Yuniol Kindelan Vargas                          | 52"85       | Oksana Boturchuk guida: Mykyta Barabanov                         | 56"02          | Greilyz G. Villarroel Hernandez guida: Edicson Medina          | 58"66         |
| 400 m | T13  | Rayane Soares da Silva                                              | 57"30       | Carolina Duarte                                                  | 57"46          | Leilia Adzhametova                                             | 57"55         |
| 400 m | T20  | Breanna Clark                                                       | 56"35       | Yuliia Shuliar                                                   | 58"04          | Carina Paim                                                    | 59"15         |
| 400 m | T37  | Natalija Kobzar                                                     | 1'02"44     | Jiang Fenfen                                                     | 1'02"90        | Sheryl James                                                   | 1'06"06       |
| 400 m | T38  | Margarita Goncharova                                                | 1'02"08     | Kadeena Cox                                                      | 1'02"20        | Sonia Mansour                                                  | 1'03"96       |
| 400 m | T47  | Anrune Weyers                                                       | 55"79       | Li Lu                                                            | 58"61 (T46)    | Lisbeli Marina Vera Andrade                                    | 58"98         |
| 400 m | T53  | Catherine Debrunner                                                 | 56"74       | Zhou Hongzhuan                                                   | 57"65          | Dogangun Hamide                                                | 58"02         |
| 400 m | T54  | Zou Lihong                                                          | 53"28       | Amanda McGrory                                                   | 54"85          | Eliza Ault-Connell                                             | 55"30         |
| 800 m | T34  | Hannah Cockroft                                                     | 1'57"27     | Kare Adenegan                                                    | 2'01"32        | Alexa Halko                                                    | 2'01"35       |
| 800 m | T53  | Madison de Rozario                                                  | 1'52"15     | Catherine Debrunner                                              | 1'53"19        | Zhou Hongzhuan                                                 | 1'53"46       |
| 800 m | T54  | Zou Lihong                                                          | 1'48"26     | Amanda McGrory                                                   | 1'48"84        | Susannah Scaroni                                               | 1'49"21       |
| 1500 m | T11  | Monica Olivia Rodriguez Saavedra guida: Kevin Teodoro Aguilar Perez | 4'52"36     | Shanshan He guida: Ziqin Huang                                   | 4'54"43        | Nancy Chelangat Koech guida: Geoffrey Kiplangat Rotich         | 4'56"28       |
| 1500 m | T13  | Fatima Ezzahra El Idrissi                                           | 4'36"62     | Francy Osorio guida: John Leonardo Chaves Campana                | 4'43"49 (T12)  | Elena Pautova                                                  | 4'45"85 (T12) |
| 1500 m | T20  | Barbara Bieganowska                                                 | 4'36"10     | Liudmyla Danylina                                                | 4'40"86        | Ilona Biacsi                                                   | 4'43"16       |
| 1500 m | T54  | Zou Lihong                                                          | 3'34"09     | Madison de Rozario                                               | 3'34"30 (T53)  | Amanda McGrory                                                 | 3'34"32       |
| 5000 m | T54  | Zou Lihong                                                          | 12'12"73    | Madison de Rozario                                               | 12'14"62 (T53) | Susannah Scaroni                                               | 12'15"57      |
| record mondiale; record mondiale stagionale; record africano; record asiatico; record europeo; record nord-centroamericano e caraibico; record sudamericano; record oceaniano; record dei campionati; record nazionale; record personale; record personale stagionale. |      |                                                                     |             |                                                                  |                |                                                                |               |

#### Concorsi
| Specialità | Cat. | Oro                             | Prestazione   | Argento                    | Prestazione   | Bronzo                       | Prestazione   |
| Salti |      |                                 |               |                            |               |                              |               |
| Salto in lungo | T11  | Zhou Guohua                     | 4,92 m        | Yuliia Pavlenko            | 4,87 m        | Meritxell Playa Faus         | 4,74 m        |
| Salto in lungo | T12  | Oksana Zubkovska                | 5,73 m        | Lynda Hamri                | 5,58 m        | Gabriela Mendonca Ferreira   | 5,54 m        |
| Salto in lungo | T20  | Karolina Kucharczyk             | 6,21 m        | Aleksandra Ruchkina        | 5,62 m        | Mikela Ristoski              | 5,61 m        |
| Salto in lungo | T37  | Wen Xiaoyan                     | 5,22 m        | Jaleen Roberts             | 4,81 m        | Marta Piotrowska             | 4,45 m        |
| Salto in lungo | T38  | Luca Ekler                      | 5,31 m        | Margarita Goncharova       | 5,10 m        | Olivia Breen                 | 4,93 m        |
| Salto in lungo | T47  | Kiara Rodriguez                 | 5,52 m (T46)  | Anna Grimaldi              | 5,50 m        | Aleksandra Moguchaia         | 5,45 m (T46)  |
| Salto in lungo | T63  | Vanessa Low                     | 4,68 m (T61)  | Gitte Haenen               | 4,41 m        | Tomomi Tozawa                | 4,33 m        |
| Salto in lungo | T64  | Maya Nakanishi                  | 5,37 m        | Marlene van Gansewinkel    | 5,28 m        | Sarah Walsh                  | 5,20 m =      |
| Lanci |      |                                 |               |                            |               |                              |               |
| Getto del peso | F12  | Assunta Legnante                | 15,83 m (F11) | Safiya Burkhanova          | 41,97 m       | Rebeca Valenzuela Álvarez    | 12,99 m       |
| Getto del peso | F20  | Sabrina Fortune                 | 13,91 m       | Anastasiia Mysnyk          | 13,48 m       | Gloria Agblemagnon           | 12,96 m       |
| Getto del peso | F32  | Anastasiia Moskalenko           | 6,92 m        | Evgeniia Galaktionova      | 6,67 m        | Mounia Gasmi                 | 6,22 m        |
| Getto del peso | F33  | Lucyna Kornobys                 | 7,81 m        | Svetlana Krivenok          | 7,23 m        | Fouzia El Kassioui           | 6,42 m        |
| Getto del peso | F34  | Zou Lijuan                      | 8,76 m        | Saida Amoudi               | 8,09 m        | Vanessa Wallace              | 7,66 m        |
| Getto del peso | F35  | Mariia Pomazan                  | 12,94 m       | Wang Jun                   | 10,94 m       | Marivana Oliveira da Nobrega | 9,44 m        |
| Getto del peso | F36  | Birgit Kober                    | 11,19 m       | Galina Lipatnikova         | 10,36 m       | Wu Qing                      | 9,32 m        |
| Getto del peso | F37  | Lisa Adams                      | 14,80 m       | Mi Na                      | 12,95 m       | Irina Vertinskaya            | 11,78 m       |
| Getto del peso | F40  | Raja Jebali                     | 8,63 m        | Renata Śliwiński           | 8,62 m        | Lauritta Onye                | 8,00 m        |
| Getto del peso | F41  | Raoua Tlili                     | 10,33 m       | Antonella Ruiz Diaz        | 9,49 m        | Claire Keefer                | 9,19 m        |
| Getto del peso | F54  | Francisca Mardones Sepulveda    | 8,19 m        | Mariia Bogacheva           | 7,64 m        | Gloria Zarza Guadarrama      | 7,47 m        |
| Getto del peso | F57  | Maria De Los A. Ortiz Hernandez | 10,61 m       | Nassima Saifi              | 10,32 m       | Safia Djelal                 | 10,10 m       |
| Getto del peso | F64  | Yao Juan                        | 10,90 m (F44) | Faustyna Kotlowska         | 9,71 m        | Martina Simonova             | 9,13 m (F44)  |
| Lancio del disco | F11  | Assunta Legnante                | 37,89 m       | Zhang Liangmin             | 36,78 m       | Izabela Campos               | 34,28 m       |
| Lancio del disco | F38  | Mi Na                           | 37,89 m (F37) | Simone Kruger              | 33,91 m       | Renee Foessel                | 33,37 m       |
| Lancio del disco | F41  | Raoua Tlili                     | 34,48 m       | Youssra Karim              | 33,59 m       | Niamh McCarthy               | 29,70 m       |
| Lancio del disco | F53  | Elizabeth Rodrigues Gomes       | 16,89 m (F52) | Iana Lebiedieva            | 16,26 m       | Zoia Ovsii                   | 13,52 m (F51) |
| Lancio del disco | F55  | Erica Maria Castano Salazar     | 23,97 m       | Dong Feixia                | 23,49 m       | Diāna Dadzīte                | 22,97         |
| Lancio del disco | F57  | Nassima Saifi                   | 35,76 m       | Xu Mian                    | 31,49 m       | Safia Djelal                 | 31,05 m       |
| Lancio del disco | F64  | Yao Juan                        | 38,78 m (F44) | Sarah Edmiston             | 36,43 m (F44) | Faustyna Kotłowska           | 33,53 m       |
| Lancio del giavellotto | F13  | Zhao Yuping                     | 46,00 m (F12) | Anna Kulinich-Sorokina     | 38,87 m (F12) | Nozimakhon Kayumova          | 38,86 m       |
| Lancio del giavellotto | F34  | Zou Lijuan                      | 19,33 m       | Marjaana Heikkinen         | 18,52 m       | Lucyna Kornobys              | 16,99 m (F33) |
| Lancio del giavellotto | F46  | Hollie Arnold                   | 44,73 m       | Holly Robinson             | 41,60 m       | Naibys Daniela Morillo Gil   | 40,95 m       |
| Lancio del giavellotto | F54  | Yang Liwan                      | 18,41 m       | Flora Ugwunwa              | 18,38 m       | Hania Aidi                   | 18,03 m       |
| Lancio del giavellotto | F56  | Diāna Dadzīte                   | 25,54 m       | Hashemiyeh Motaghian Moavi | 22,67 m       | Raissa Rocha Machado         | 22,28 m       |
| Lancio della clava | F32  | Maroua Ibrahmi                  | 24,45 m       | Mounia Gasmi               | 23,45 m       | Anastasiia Moskalenko        | 21,58 m       |
| Lancio della clava | F51  | Zoia Ovsii                      | 25,23 m       | Joanna Butterfield         | 21,67 m       | Elena Gorlova                | 20,34 m       |
| record mondiale; record mondiale stagionale; record africano; record asiatico; record europeo; record nord-centroamericano e caraibico; record sudamericano; record oceaniano; record dei campionati; record nazionale; record personale; record personale stagionale. |      |                                 |               |                            |               |                              |               |

### Staffetta
| Specialità | Oro                                                                                      | Prestazione | Argento                                                                                                  | Prestazione | Bronzo                                                                                              | Prestazione |
| 4×100 m universale | Stati Uniti Erik Hightower (T54) Deja Young (T46) Jaleen Roberts (T37) Noah Malone (T12) | 46"94       | Cina Liu Yang (T54) Wang Hao (T46) Zou Lihong (T54) Zhou Guohua (T11) Yang Yifei (T36) Wen Xiaoyan (T37) | 47"40       | Russia Aleksei Bychenok (T54) Anastasiia Soloveva (T47) Roman Tarasov (T12) Viktoriia Slanova (T37) | 47"96       |
| record mondiale; record mondiale stagionale; record africano; record asiatico; record europeo; record nord-centroamericano e caraibico; record sudamericano; record oceaniano; record dei campionati; record nazionale; record personale; record personale stagionale. |                                                                                          |             | |             | |             |

## Medagliere
| Posizione | Paese               | Oro | Argento | Bronzo | Totale |
| --------- | ------------------- | --- | ------- | ------ | ------ |
| 1         | Cina                | 25  | 23      | 11     | 59     |
| 2         | Brasile             | 14  | 9       | 16     | 39     |
| 3         | Gran Bretagna       | 13  | 9       | 6      | 28     |
| 4         | Stati Uniti         | 12  | 10      | 12     | 34     |
| 5         | Ucraina             | 11  | 8       | 8      | 27     |
| 6         | Russia              | 10  | 16      | 15     | 41     |
| 7         | Australia           | 8   | 6       | 9      | 23     |
| 8         | Tunisia             | 7   | 3       | 3      | 13     |
| 9         | Germania            | 7   | 2       | 2      | 11     |
| 10        | Uzbekistan          | 4   | 2       | 2      | 8      |
| 11        | Polonia             | 3   | 5       | 7      | 15     |
| 12        | Iran                | 3   | 4       | 4      | 11     |
| 13        | Giappone            | 3   | 3       | 7      | 13     |
| 14        | Canada              | 3   | 2       | 1      | 6      |
| 15        | Finlandia           | 3   | 2       | 0      | 5      |
| 16        | Thailandia          | 3   | 1       | 2      | 6      |
| 17        | Colombia            | 3   | 1       | 1      | 5      |
| 18        | Cuba                | 3   | 0       | 0      | 3      |
| 19        | Algeria             | 2   | 8       | 6      | 16     |
| 20        | Paesi Bassi         | 2   | 4       | 2      | 8      |
| 21        | Sudafrica           | 2   | 3       | 6      | 11     |
| 22        | Marocco             | 2   | 3       | 2      | 7      |
| 23        | Italia              | 2   | 3       | 1      | 6      |
| 24        | India               | 2   | 2       | 5      | 9      |
| 25        | Messico             | 2   | 2       | 4      | 8      |
| 26        | Lettonia            | 2   | 0       | 1      | 3      |
| 27        | Bulgaria            | 2   | 0       | 0      | 2      |
| 28        | Francia             | 1   | 3       | 2      | 6      |
| 29        | Nuova Zelanda       | 1   | 3       | 1      | 5      |
| 29        | Svizzera            | 1   | 3       | 1      | 5      |
| 31        | Belgio              | 1   | 2       | 1      | 4      |
| 31        | Ungheria            | 1   | 2       | 1      | 4      |
| 33        | Danimarca           | 1   | 1       | 1      | 3      |
| 33        | Ecuador             | 1   | 1       | 1      | 3      |
| 33        | Kenya               | 1   | 1       | 1      | 3      |
| 33        | Emirati Arabi Uniti | 1   | 1       | 1      | 3      |
| 37        | Arabia Saudita      | 1   | 1       | 0      | 2      |
| 38        | Rep. Ceca           | 1   | 0       | 1      | 2      |
| 38        | Indonesia           | 1   | 0       | 1      | 2      |
| 38        | Irlanda             | 1   | 0       | 1      | 2      |
| 38        | Namibia             | 1   | 0       | 1      | 2      |
| 38        | Serbia              | 1   | 0       | 1      | 2      |
| 43        | Cile                | 1   | 0       | 0      | 1      |
| 43        | Giordania           | 1   | 0       | 0      | 1      |
| 43        | Kuwait              | 1   | 0       | 0      | 1      |
| 43        | Norvegia            | 1   | 0       | 0      | 1      |
| 47        | Spagna              | 0   | 5       | 3      | 8      |
| 48        | Malaysia            | 0   | 3       | 1      | 4      |
| 49        | Argentina           | 0   | 2       | 2      | 4      |
| 49        | Iraq                | 0   | 2       | 2      | 4      |
| 51        | Grecia              | 0   | 2       | 1      | 3      |
| 51        | Portogallo          | 0   | 2       | 1      | 3      |
| 53        | Croazia             | 0   | 1       | 3      | 4      |
| 54        | Nigeria             | 0   | 1       | 1      | 2      |
| 54        | Siria               | 0   | 1       | 1      | 2      |
| 56        | Egitto              | 0   | 1       | 0      | 1      |
| 56        | Lussemburgo         | 0   | 1       | 0      | 1      |
| 56        | Pakistan            | 0   | 1       | 0      | 1      |
| 56        | Sri Lanka           | 0   | 1       | 0      | 1      |
| 60        | Venezuela           | 0   | 0       | 5      | 5      |
| 61        | Turchia             | 0   | 0       | 2      | 2      |
| 62        | Azerbaigian         | 0   | 0       | 1      | 1      |
| 62        | Corea del Sud       | 0   | 0       | 1      | 1      |
| Totale    | Totale              | 172 | 172     | 172    | 516    |